# Campeonato Asiático de Atletismo Júnior de 1994
A 5ª edição do Campeonato Asiático de Atletismo Júnior foi o evento esportivo organizado pela Associação Asiática de Atletismo (AAA) para atletas com até 20 anos classificados como Júnior. O evento ocorreu na cidade de Jacarta, na Indonésia, entre 17 e 20 de setembro de 1994. Foram disputadas 41 provas no campeonato sendo 22 eventos masculino e 19 feminino. Foram quebrados cinco recordes do campeonato durante as provas. Nessa edição ficou marcada a entrada do salto triplo feminino no qual Luo Jun da China levou a medalha de ouro. 

## Medalhistas

### Masculino
| Evento                      | Ouro                                                                                    | Ouro       | Prata                             | Prata    | Bronze                            | Bronze     |
| --------------------------- | --------------------------------------------------------------------------------------- | ---------- | --------------------------------- | -------- | --------------------------------- | ---------- |
| 100 metros                  | Worasit Vechaprutti · Tailândia                                                         | 10.43      | Sayan Namwong · Tailândia         | 10.45    | Sultan Mohamed Al-Sheib · Catar   | 10.49      |
| 200 metros                  | Worasit Vechaprutti · Tailândia                                                         | 21.07      | Sultan Mohamed Al-Sheib · Catar   | 21.19    | Reanchai Srihawong · Tailândia    | 21.49      |
| 400 metros                  | Siddarth Basak · Índia                                                                  | 48.11      | Tsunemichi Shimaki · Japão        | 48.21    | Amnuay Boonta · Tailândia         | 48.36      |
| 800 metros                  | Abdul Rahman Abdullah · Catar                                                           | 1:50.83    | Takeshi Gobara · Japão            | 1:50.84  | Bai Wentao · China                | 1:51.58    |
| 1.500 metros                | Yin Changxi · China                                                                     | 3:49.95    | Malkiat Singh · Índia             | 3:50.25  | Bashir Boushra · Catar            | 3:50.41    |
| 5.000 metros                | Xia Fengyuan · China                                                                    | 14:29.39   | Satoshi Osaki · Japão             | 14:38.38 | O Seong-Geun Coreia do Sul        | 14:40.15   |
| 10.000 metros               | Ferry Junaedi · Indonésia                                                               | 31:13.17   | Mohamed Al-Oqadi · Arábia Saudita | 31:51.52 | Than Tun Lwin Myanmar             | 32:01.42   |
| 110 metros com barreiras    | Khassif Mubarak · Catar                                                                 | 14.28 =    | Andrey Sklyarenko · Cazaquistão   | 14.45    | Chen Chung-Hsiang · Taipé Chinesa | 14.50      |
| 400 metros com barreiras    | Mubarak Al-Nubi · Catar                                                                 | 51.21      | Hamad Al-Dosari · Catar           | 51.44    | Kazumasa Okemoro · Japão          | 51.76      |
| 3.000 metros com obstáculos | Tadayuki Ojima · Japão                                                                  | 8:55.51    | Hiroyuki Yamamoto · Japão         | 8:56.38  | Awad Saleh Nasser · Iêmen         | 8:57.43    |
| Revezamento 4 x 100 metros  | Tailândia · Kongdech Natenee · Reanchai Srihawong · Worasit Vechaprutti · Sayan Namwong | 39.66      | Japão                             | 40.81    | Malásia                           | 41.06      |
| Revezamento 4 x 400 metros  | Japão                                                                                   | 3:11.22    | Índia                             | 3:12.42  | Catar                             | 3:13.92    |
| Marcha atlética 10 km       | Wang Yuhong · China                                                                     | 45:46.33   | Sudhir Kumar · Índia              | 45:52.36 | Eryan Myrzabekov · Cazaquistão    | 45:57.48   |
| Salto em altura             | Noriyasu Arai · Japão                                                                   | 2.17 m     | Fu Ye · China                     | 2.15 m   | Bae Gyeong-Ho Coreia do Sul       | 2.08 m     |
| Salto à vara                | Tatsuya Sugaya · Japão                                                                  | 4.80 m     | Ahmed Mohamed Yousef · Catar      | 4.60 m   | Kiyonobo Kigoshi · Japão          | 4.60 m     |
| Salto em comprimento        | Abdul Rahman Al-Nubi · Catar                                                            | 7.79 m (w) | Chen Jing · China                 | 7.77 m   | Said Mahboud · Catar              | 7.56 m (w) |
| Salto triplo                | Aleksandr Tumanov Turquemenistão                                                        | 15.68 m    | Rustam Khusnutdinov · Uzbequistão | 15.58 m  | Chen Chung-Chien · Taipé Chinesa  | 15.20 m    |
| Arremesso de peso           | Jagbir Singh · Índia                                                                    | 16.89 m    | Gurpreet Singh · Índia            | 16.46 m  | Shao Wei · China                  | 16.31 m    |
| Arremesso de disco          | Rajiv Singh Kumar · Índia                                                               | 49.34 m    | Vansavang Savatdee · Tailândia    | 44.46 m  | Mohamed Al-Majid · Catar          | 42.92 m    |
| Lançamento do martelo       | Shigeru Hirao · Japão                                                                   | 61.44 m    | Shubdip Singh Mann · Índia        | 60.12 m  | Ho Chin-Hsien · Taipé Chinesa     | 59.72 m    |
| Lançamento do dardo         | Wang Weichun · China                                                                    | 72.74 m    | Hur Sung-Min Coreia do Sul        | 71.88 m  | Sergey Voynov · Uzbequistão       | 71.86 m    |
| Decatlo                     | Chen Chien-Hung · Taipé Chinesa                                                         | 6773 pts   | Yoshinori Maehara · Japão         | 6476 pts | Jin Sung-Ryon Coreia do Sul       | 6347 pts   |

### Feminino
| Evento                     | Ouro                                             | Ouro     | Prata                             | Prata    | Bronze                        | Bronze   |
| -------------------------- | ------------------------------------------------ | -------- | --------------------------------- | -------- | ----------------------------- | -------- |
| 100 metros                 | Damayanthi Dharsha · Sri Lanka                   | 11.42    | Susanthika Jayasinghe · Sri Lanka | 11.49    | Gao Chunxia · China           | 11.54    |
| 200 metros                 | Susanthika Jayasinghe · Sri Lanka                | 23.16    | Damayanthi Dharsha · Sri Lanka    | 23.24    | Yan Jiankui · China           | 23.84    |
| 400 metros                 | Jiang Lanying · China                            | 53.83    | Xue Meiwang · China               | 55.21    | K. M. Beenamol · Índia        | 55.62    |
| 800 metros                 | Huang Lixing · China                             | 2:05.11  | K. M. Beenamol · Índia            | 2:08.36  | Seo Hee-Gu Coreia do Sul      | 2:09.07  |
| 1.500 metros               | Zhang Jinqing · China                            | 4:30.51  | Seo Hee-Gu Coreia do Sul          | 4:31.29  | Yumiko Okamoto · Japão        | 4:32.95  |
| 3.000 metros               | Wang Chunmei · China                             | 9:33.78  | Yumiko Okamoto · Japão            | 9:35.10  | Tomoko Morigaki · Japão       | 9:35.40  |
| 5.000 metros               | Naomi Sakashita · Japão                          | 16:19.58 | Hyun Hee-Park Coreia do Sul       | 16:47.46 | Ruwiyati · Indonésia          | 17:26.23 |
| 100 metros com barreiras   | Fan Min-Hua · Taipé Chinesa                      | 14.24    | Yelena Timochkova · Cazaquistão   | 14.27    | Sakiko Miyamoto · Japão       | 14.30    |
| 400 metros com barreiras   | Mayuko Hiro · Japão                              | 59.38    | Svetlana Badrankova · Cazaquistão | 59.75    | Wang Pei-shun · Taipé Chinesa | 60.39    |
| Revezamento 4 x 100 metros | China · Gao Chunxia · Yen · Feng Jie · Wang Jing | 44.75    | Tailândia                         | 45.96    | Taipé Chinesa                 | 46.21    |
| Revezamento 4 x 400 metros | China                                            | 3:42.30  | Tailândia                         | 3:43.38  | Índia                         | 3:43.69  |
| Marcha atlética 5 km       | Wei Linkun · China                               | 24:16.39 | Ryoko Sakakura · Japão            | 24:26.08 | Kim Dan-oh Coreia do Sul      | 26:35.91 |
| Salto em altura            | Lin Su-chi · Taipé Chinesa                       | 1.82 m   | Tang Li-wen · Taipé Chinesa       | 1.82 m   | Miyuki Aoyama · Japão         | 1.76 m   |
| Salto em comprimento       | Feng Jie · China                                 | 6.32 m   | Kim Hyo-in Coreia do Sul          | 5.93 m   | Sakiko Miyamoto · Japão       | 5.90 m   |
| Salto triplo               | Luo Jun · China                                  | 13.33 m  | Olga Voronina · Uzbequistão       | 12.85 m  | Olga Likhatova · Cazaquistão  | 12.37 m  |
| Arremesso de peso          | Chen Huifen · China                              | 15.58 m  | Iolanta Ulyeva · Cazaquistão      | 14.29 m  | Yoko Toyonaga · Japão         | 14.18 m  |
| Arremesso de disco         | Qin Lei · China                                  | 52.72 m  | Mari Takama · Japão               | 46.12 m  | Swaranjeet Kaur · Índia       | 45.08 m  |
| Lançamento do dardo        | Ma Linuo · China                                 | 51.26 m  | Fang En-hua · Taipé Chinesa       | 48.92 m  | Norie Takahashi · Japão       | 47.66 m  |
| Heptatlo                   | Lin Chao-hsiu · Taipé Chinesa                    | 5283 pts | Zhang Junling · China             | 5131 pts | Anna Geidelbakh · Cazaquistão | 4621 pts |

## Quadro de medalhas
| Ordem | País           | Ouro | Prata | Bronze |     |
| 1     | China          | 16   | 4     | 4      | 24  |
| 2     | Japão          | 7    | 9     | 9      | 25  |
| 3     | Catar          | 4    | 3     | 5      | 12  |
| 4     | Taipé Chinesa  | 4    | 2     | 5      | 11  |
| 5     | Índia          | 3    | 6     | 3      | 12  |
| 6     | Tailândia      | 3    | 4     | 2      | 9   |
| 7     | Sri Lanka      | 2    | 2     | 0      | 4   |
| 8     | Indonésia      | 1    | 0     | 1      | 2   |
| 9     | Turquemenistão | 1    | 0     | 0      | 1   |
| 10    | Coreia do Sul  | 0    | 4     | 5      | 9   |
| 11    | Cazaquistão    | 0    | 4     | 3      | 7   |
| 12    | Uzbequistão    | 0    | 2     | 1      | 3   |
| 13    | Arábia Saudita | 0    | 1     | 0      | 1   |
| 14    | Malásia        | 0    | 0     | 1      | 1   |
| 15    | Myanmar        | 0    | 0     | 1      | 1   |
| 16    | Iêmen          | 0    | 0     | 1      | 1   |
| Total | Total          | 41   | 41    | 41     | 123 |